# Galilea La Salvia
Galilea La Salvia (* 15. Juni 2003 in Miami, Florida) ist eine US-amerikanische Schauspielerin, die seit 2012 als Kinderdarstellerin in Film und Fernsehen zum Einsatz kommt.
Im Jahre 2015 war die mehrjährige Telenovela-Darstellerin in einer der Hauptrollen als Julie Parra in der Nickelodeon-Serie Talia in the Kitchen zu sehen.

## Leben und Karriere
Galilea La Salvia wurde um das Jahr 2003 in der Millionenstadt Miami im US-Bundesstaat Florida geboren und hat aufgrund ihres Vaters italienisch-venezolanische und aufgrund ihrer Mutter baskisch-argentinische Wurzeln. Ihre knapp vier Jahre ältere Schwester ist die vor allem als Musical-Darstellerin aktive Mileika La Salvia. Wegen ihres Vaters, eines professionellen Musikers, kam sie selbst noch in jungen Jahren zur Musik und begann im Alter von vier Jahren mit dem Singen und Spielen von Musikinstrumenten. Im Alter von sieben Jahren gewann sie einen Talentwettbewerb an ihrer Schule und schloss sich zu ebendieser Zeit einer Tanzgruppe an. In den Jahren 2012 bis 2013 spielte sie in zahlreichen Folgen der lateinamerikanischen Telenovelas Avenida Brasil, Corazón valiente und Lado a Lado mit und hatte dabei immer Sprechrollen inne. Mit zehn Jahren wurde sie für die Rolle der Emily Lopez in der nur kurzlebigen Telenovela Villa paraíso mit Ximena Duque, David Chocarro, Silvana Arias und Ricardo Chávez gebucht. Davor hatte sie bereits zwei Gastauftritte in zwei verschiedenen Episoden der US-Serie Graceland. Ein Jahr darauf war sie erstmals in der von den Telemundo-Studios in Miami produzierten Telenovela Dueños del paraíso, in der Hauptrolle mit der Mexikanerin Kate del Castillo, zu sehen. Ende 2014 wurde sie in die Rolle der Julie Parra in der als Telenovela aufgebauten Nickelodeon-Serie Talia in the Kitchen gecastet. In dieser war sie in allen 36 veröffentlichten Episoden zu sehen. Als Julie Parra sah man sie im gleichen Jahr auch in einer Crossover-Episode von Emma, einfach magisch!. Zusammen mit ihrer Familie war Galilea La Salvia ab Dezember 2014 auch in einem spanischsprachigen Werbespot zum Swiffer WetJet, einer Produktion der Kaplan Thaler Group, zu sehen.

## Filmografie
- 2012: Avenida Brasil (Telenovela; Sprechrolle; 59 Episoden)
- 2012–2013: Corazón valiente (Telenovela; Sprechrolle; 174 Episoden)
- 2012–2013: Lado a Lado (Telenovela; Sprechrolle; 35 Episoden)
- 2013–2014: Graceland (Fernsehserie; 2 Episoden)
- 2014: Villa paraíso (Fernsehserie; 3 Episoden)
- 2015: Dueños del paraíso (Fernsehserie; Episode 1x43)
- 2015: Talia in the Kitchen (Fernsehserie; 36 Episoden)
- 2015: Emma, einfach magisch! (Every Witch Way) (Fernsehserie; Episode 4x07)
- 2021: Gabby Duran & The Unsittables (Fernsehserie; Episode 2x05)
- 2022: Maggie (Fernsehserie; Episode 1x08)
- 2023: Chicago Med (Fernsehserie; Episode 8x16)
- 2023: Party Down (Fernsehserie; 2 Episoden)
- 2023: Shining Vale (Fernsehserie; Episode 2x04)
- 2025: Matlock (Fernsehserie; Episode 1x13)
- seit 2025: Gänsehaut (Goosebumps) (Fernsehserie; Staffel 2)
- 2025: The Rookie (Fernsehserie; Episode 7x16)